# Signuno

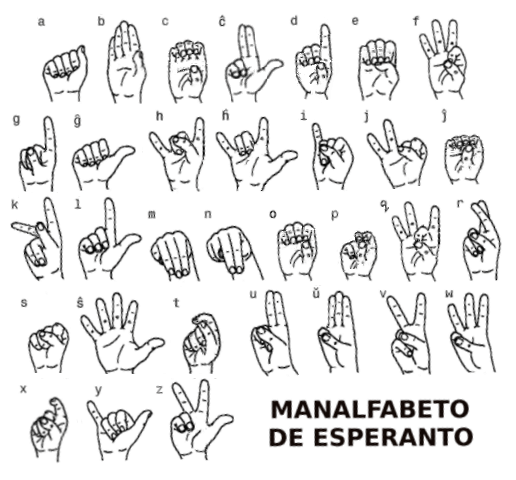
Sinais usados no Signuno.

Signuno é um código gestual do esperanto, derivado do Gestuno. O seu alfabeto contém sinais especiais e caracteres do Esperanto. 